# 白蟾

白蟾（学名：Gardenia jasminoides var. fortuniana）为茜草科栀子属的一个梔子变种，為重瓣花、不結果。

## 外部連結
- . 中国植物物种. 昆明: 中科院昆明植物研究所.   [2013-01-18]. （原始内容存档于2016-03-05）.（简体中文）
- 維基物種上的相關：白蟾